# James B. Gibson
Pour les articles homonymes, voir Gibson et James Gibson.
James B. Gibson est un astronome américain. D'après le Centre des planètes mineures, il a découvert vingt-sept astéroïdes entre 1971 et 1985, dont quatre avec Carlos Ulrrico Cesco. Parmi ses découvertes, on peut citer (2309) Mr. Spock et (100000) Astronautique.
L'astéroïde (2742) Gibson porte son nom.

## Astéroïdes découverts
| (1837) Osita           | 16 août 1971      |
| (1919) Clemence        | 16 septembre 1971 |
| (1920) Sarmiento       | 11 novembre 1971  |
| (1943) Antéros         | 13 mars 1973      |
| (2035) Stearns         | 21 septembre 1973 |
| (2309) Mr. Spock       | 16 août 1971      |
| (3090) Tjossem         | 4 janvier 1982    |
| (3711) Ellensburg      | 31 août 1983      |
| (3833) Calingasta      | 27 septembre 1971 |
| (4858) Vorobjov        | 23 octobre 1985   |
| (5362) Johnyoung       | 2 février 1978    |
| (7460) Julienicoles    | 9 mai 1984        |
| (8334) 1984 CF         | 10 février 1984   |
| (11437) Cardalda       | 16 septembre 1971 |
| (12662) 1978 CK        | 2 février 1978    |
| (27700) 1982 SW3       | 28 septembre 1982 |
| (27701) 1983 QR        | 30 août 1983      |
| (37557) 1984 JR        | 9 mai 1984        |
| (43756) 1984 CE        | 10 février 1984   |
| (52262) 1983 QV        | 30 août 1983      |
| (79115) 1984 JK        | 9 mai 1984        |
| (85151) 1983 QT        | 30 août 1983      |
| (100000) Astronautique | 28 septembre 1982 |
| (100002) 1983 QC1      | 30 août 1983      |
| (120451) 1983 QU       | 30 août 1983      |